# Things Have Changed
«Things Have Changed» es una canción de la banda sonora de la película Wonder Boys compuesta e interpretada por el músico estadounidense Bob Dylan y publicada como sencillo el 1 de mayo de 2000.
"Things Have Changed" ganó el Premio de la Academia a la Mejor Canción Original, así como el Globo de Oro en la misma categoría. El director de Jóvenes Prodigiosos, Curtis Hanson, creó un vídeo musical para la canción, filmando a Bob Dylan en diferentes localidades y editando la cinta con escenas de la película, tal y como si Dylan estuviera inmiscuido en ella.

## Lista de canciones

### "Things Have Changed" CD (COL 669333 2)
1. «Things Have Changed» (Radio Edit) - 3:37
2. «To Make You Feel My Love» (Live) - 4:10
3. «Hurricane» - 8:33
4. *Extraído del álbum Desire
5. «Song to Woody» (Live) - 4:26
  - Grabado en directo en el Santa Cruz Civic Auditorium de Santa Cruz, California, el 16 de marzo de 2000

### "Things Have Changed": Dylan Alive! Vol. 3 Japanese EP
1. «Things Have Changed» - 5:09
2. «Highlands» (Live) - 11:19
3. «Blowin' in the Wind» (Live) - 7:10
4. «To Make You Feel My Love» (Live) - 4:11